# Lista di specie invasive in Europa
Questa è una lista parziale di specie invasive in Europa.

Una specie può considerarsi invasiva se è stata introdotta tramite azione umana in una determinata regione, è divenuta capace di stabilire una popolazione riproduttiva nel nuovo habitat senza ulteriori interventi da parte dell'uomo, minacciando direttamente l'agricoltura o la biodiversità locale. Se una specie è stata introdotta, ma non ha prosperato ai danni delle specie autoctone, infettandole oppure soppiantandole nella competizione per il cibo, non può essere considerata invasiva, e non compare in questa lista.
Il Regolamento UE 1143/2014 del 22 ottobre 2014 obbliga gli organi competenti dell'UE a costituire e aggiornare ogni sei mesi una lista delle specie invasive di rilevanza comunitaria. Nel mese di luglio 2016, è stato pubblicato il primo elenco ufficiale di tali specie con il Regolamento della Commissione 2016/1141.

## Piante
| Immagine | Nome comune italiano          | Nome scientifico             | Classificazione  | Motivo |
| -------- | ----------------------------- | ---------------------------- | ---------------- | --- |
|          | Albero del paradiso o Ailanto | Ailanthus altissima          | Simaroubaceae    | Importato in Europa nel 1740 e negli Stati Uniti nel 1784, è capace di colonizzare rapidamente vaste aree e soffocare i competitori con sostanze allelopatiche. |
|          | Falso Indaco                  | Amorpha fruticosa            | Fabaceae         | Importata in Europa nel 1724 come pianta ornamentale, possiede una grande capacità pollonifera tanto da colonizzare i suoli. |
|          | Ambrosia                      | Ambrosia artemisiifolia      | Asteraceae       | Specie nordamericana con un enorme potere allergenico. Circa il 10-20 per cento di quanti soffrono di allergia al polline, ne vengono colpiti e le reazioni arrivano anche a 200 km di distanza dalla pianta. Essa ha inoltre effetti sinergici anche con altre specie allergeniche. |
|          |                               | Baccharis halimifolia        | Asteraceae       | Pianta inclusa nell'elenco delle specie esotiche invasive di rilevanza unionale della Unione Europea (luglio 2016). |
|          |                               | Cabomba caroliniana          | Cabombaceae      | Pianta inclusa nell'elenco delle specie esotiche invasive di rilevanza unionale della Unione Europea (luglio 2016). |
|          | Fico degli Ottentotti         | Carpobrotus edulis           | Aizoaceae        | Originaria del Sudafrica ha colonizzato il Mediterraneo rappresenta un problema ecologico, abbassando la biodiversità ed entrando in concorrenza diretta con diverse specie vegetali.                                                                                                |
|          | Caulerpa a grappoli           | Caulerpa racemosa            | Caulerpaceae     | Originaria del mar Rosso, è penetrata attraverso il Canale di Suez nel 1950, entrando nel Mediterraneo, insieme con Caulerpa taxifolia, sta minacciando le praterie di Posidonia oceanica, della quale è una forte competitrice.                                                     |
|          | Alga killer                   | Caulerpa taxifolia           | Caulerpaceae     | Sfuggita dall'acquario di Montecarlo nei primi anni novanta, entrò in competizione con la meno prolifica Posidonia oceanica risultando indigesta e addirittura tossica per molte specie del Mar Mediterraneo.                                                                        |
|          | Vitalba                       | Clematis vitalba             | Ranunculaceae    | Specialmente in associazione con i rovi, crea dei veri e propri grovigli inestricabili a danno della vegetazione arborea che viene letteralmente aggredita e soffocata. |
|          | Giacinto d'acqua              | Pontederia crassipes         | Pontederiaceae   | Pianta inclusa nell'elenco delle specie esotiche invasive di rilevanza unionale della Unione Europea (luglio 2016). |
|          | Golpar                        | Heracleum persicum           | Apiaceae         | Pianta inclusa nell'elenco delle specie esotiche invasive di rilevanza unionale della Unione Europea (luglio 2016). |
|          |                               | Heracleum sosnowskyi         | Apiaceae         | Pianta inclusa nell'elenco delle specie esotiche invasive di rilevanza unionale della Unione Europea (luglio 2016). |
|          | Soldinella reniforme          | Hydrocotyle ranunculoides    | Apiaceae         | Pianta inclusa nell'elenco delle specie esotiche invasive di rilevanza unionale della Unione Europea (luglio 2016). |
|          |                               | Lagarosiphon major           | Hydrocharitaceae | Pianta inclusa nell'elenco delle specie esotiche invasive di rilevanza unionale della Unione Europea (luglio 2016). |
|          |                               | Ludwigia grandiflora         | Onagraceae       | Pianta inclusa nell'elenco delle specie esotiche invasive di rilevanza unionale della Unione Europea (luglio 2016). |
|          |                               | Ludwigia peploides           | Onagraceae       | Pianta inclusa nell'elenco delle specie esotiche invasive di rilevanza unionale della Unione Europea (luglio 2016). |
|          |                               | Lysichiton americanus        | Araceae          | Pianta inclusa nell'elenco delle specie esotiche invasive di rilevanza unionale della Unione Europea (luglio 2016). |
|          |                               | Myriophyllum aquaticum       | Haloragaceae     | Pianta inclusa nell'elenco delle specie esotiche invasive di rilevanza unionale della Unione Europea (luglio 2016). |
|          |                               | Parthenium hysterophorus     | Asteraceae       | Pianta inclusa nell'elenco delle specie esotiche invasive di rilevanza unionale della Unione Europea (luglio 2016). |
|          |                               | Polygonum perfoliatum        | Polygonaceae     | Pianta inclusa nell'elenco delle specie esotiche invasive di rilevanza unionale della Unione Europea (luglio 2016). |
|          | Kudzu                         | Pueraria montana var. lobata | Fabaceae         | Pianta inclusa nell'elenco delle specie esotiche invasive di rilevanza unionale della Unione Europea (luglio 2016). |
|          | Robinia o acacia              | Robinia pseudoacacia         | Fabaceae         | La specie è originaria dell'America del Nord, dove forma boschi puri. Fu importata in Europa nel 1601 ed oggi tende a sostituire i pioppi e i salici autoctoni che crescevano lungo le rive dei fiumi.                                                                               |

## Animali
| Immagine | Nome comune italiano           | Nome scientifico           | Classificazione   | Motivo |
| -------- | ------------------------------ | -------------------------- | ----------------- | --- |
|          | Zanzara tigre                  | Aedes albopictus           | Culicidae         | Portatore di malattie infettive (ad es. dengue), i primi esemplari in Europa sono stati ritrovati in Albania (1988), in Italia 10 anni dopo in un deposito di pneumatici. Da qui si è diffusa in tutta la penisola diffondendosi anche in Francia, Spagna e Svizzera. |
|          | Punteruolo rosso della palma   | Rhynchophorus ferrugineus  | Curculionidae     | Responsabile di seri danni alle coltivazioni di Cocos nucifera nell'Asia sudorientale, tramite commercio di piante infette ha raggiunto quasi tutti i paesi del bacino meridionale del Mar Mediterraneo dove potrebbe portare all'estinzione delle palme. |
|          | Coccinella arlecchino          | Harmonia axyridis          | Coccinellidae     | Originaria dell'Asia, ma oggi presente in tutto il mondo, la sua diffusione risale al 1916, quando venne introdotta negli Stati Uniti come agente di controllo biologico per afidi e coccidi. Particolarmente temuto perché pericoloso per la salute dell'uomo e per i vigneti. |
|          | Dorifora della patata          | Leptinotarsa decemlineata  | Chrysomelidae     | Raggiunse l'Europa nel 1877 e procedette a diffondersi in tutto il continente, le piante infestate vengono defogliate completamente. |
|          | Astice americano               | Homarus americanus         | Nephropidae       | Originario delle acque dell'America settentrionale, ed è strettamente imparentato con l'astice europeo (Homarus gammarus), rispetto a questi risulta più prolifico e più resistente all'inquinamento e alla distruzione dell'habitat naturale. |
|          | Gambero della Louisiana        | Procambarus clarkii        | Cambaridae        | Originario dell'America del nord, introdotto ormai da anni in Italia per allevamento, è riuscito a liberarsi diffondendosi in laghi e fiumi di Italia, Francia, Spagna e Germania. Questa specie è onnivora e molto vorace: si nutre di uova di pesci, di anfibi e di insetti acquatici, e poi, finiti questi, le specie vegetali presenti (alghe). Specie inclusa nell'elenco delle specie esotiche invasive di rilevanza unionale della Unione Europea (luglio 2016). |
|          | Muntjak della Cina             | Muntiacus reevesi          | Cervidae          | Noto anche come muntjak di Reeves, è una specie molto diffusa in Cina orientale (dal Gansu allo Yunnan) e a Taiwan. È stato inoltre introdotto nei Paesi Bassi, nell'Inghilterra e, nel 2008, in Irlanda. |
|          | Visone americano               | Neovison vison             | Mustelidae        | Vennero importati in grandi quantità in allevamenti intensivi sorti in varie parti dell'Asia, del Sud America e dell'Europa ai fini di sfruttarli per la sua pregiata pelliccia. Col tempo, vennero a crearsi delle popolazioni rinselvatichite, dovute alla fuga accidentale di animali. |
|          | Nutria                         | Myocastor coypus           | Myocastoridae     | Sebbene intensivamente cacciata per la sua pelliccia e in alcune regioni anche come fonte di cibo, la nutria è considerata una piaga, poiché le sue tane danneggiano dighe e sistemi di irrigazione ed inoltre fa irruzioni in risaie e altre colture. |
|          | Cane procione                  | Nyctereutes procyonoides   | Canidae           | Sono originari del Giappone, Siberia sudorientale, e Manciuria ma si sono spinti fino a Scandinavia e Francia; nel 2005, ci sono stati avvistamenti anche in Italia; spesso si avvicinano a piccoli villaggi e aree rurali. |
|          | Topo muschiato                 | Ondatra zibethicus         | Cricetidae        | Quando l'industria conciaria entrò in crisi, furono rilasciati e dove andarono a sommarsi a quelli fuggiti accidentalmente o in seguito a raid delle associazioni animaliste. Le comunità non trovando predatori si diffusero in gran parte dell'Europa Centrale. |
|          | Ratto norvegese                | Rattus norvegicus          | Myocastoridae     | Noto anche come ratto marrone, ratto grigio, ratto delle chiaviche, surmolotto o pantegana, viene considerato una delle specie animali di maggior successo. Oggi, salvo poche eccezioni, è presente ovunque sia presente l'uomo. |
|          | Parrocchetto monaco            | Myiopsitta monachus        | Psittacidae       | È originario di una vasta area della parte sud-orientale del Sudamerica. Vi sono colonie di questi uccelli, sfuggiti alla cattività e perfettamente ambientatisi anche in Europa e negli Stati Uniti. |
|          | Ibis sacro                     | Threskiornis aethiopicus   | Threskiornithidae | È originario dell'Africa, ma in Europa vi sono colonie di questi uccelli, sfuggiti alla cattività e perfettamente ambientati. Risulta nocivo per l'avifauna autoctona, vista la sua propensione a nutrirsi di uova e pulcini di altre specie. |
|          | Tartaruga dalle orecchie rosse | Trachemys scripta elegans  | Emydidae          | Originaria del centro e del sud degli Stati Uniti, viene ritenuta una temibile predatrice di anfibi, pesci e uccelli acquatici e concausa della diminuzione degli esemplari dell'autoctona Emys orbicularis. |
|          | Xenopo liscio                  | Xenopus laevis             | Pipidae           | Endemica dell'Africa australe, si è diffusa per via del grande utilizzo come animale da laboratorio e da acquario. Negli Stati Uniti in breve tempo è stata in grado di imporsi sulle specie autoctone (principalmente Rana leopardo) |
|          | Gambusia                       | Gambusia affinis           | Poeciliidae       | Questi pesci sono nativi dei bacini del golfo del Messico (Mississippi), acque dolci e salmastre, lente e paludose. Nel corso del XX secolo sono stati introdotti in molte zone paludose del mondo (tra cui l'Italia e tutta l'Europa meridionale) per combattere le zanzare. |
|          | Calabrone asiatico             | Vespa velutina nigrithorax | Vespidae          | Originario del sud-est asiatico, questo imenottero è stato recentemente introdotto in Europa, nel sud della Francia Da lì si è diffusa in Spagna, Portogallo, Belgio e Italia. Costituisce una seria minaccia per le comunità apiarie, di cui è predatore. Specie inclusa nell'elenco delle specie esotiche invasive di rilevanza unionale della Unione Europea (luglio 2016).                                                                                          |
|          | Procione                       | Procyon lotor              | Procyonidae       | ? |

## Funghi
| Immagine | Nome comune italiano | Nome scientifico | Classificazione  | Motivo |
| -------- | -------------------- | ---------------- | ---------------- | --- |
|          | Grafiosi dell'Olmo   | Ophiostoma ulmi  | Ophiostomataceae | È un fungo parassita dell'Olmo, a cui cagiona la malattia detta Grafiosi dell'Olmo. Fungo di origine asiatica, fu isolato per la prima volta nel 1920. La prima segnalazione in Italia avvenne nel 1930. |

## Batteri
| Immagine | Nome comune italiano                                   | Nome scientifico                           | Classificazione  | Motivo |
| -------- | ------------------------------------------------------ | ------------------------------------------ | ---------------- | --- |
|          | Complesso del disseccamento rapido dell'ulivo (CoDiRo) | Xylella fastidiosa Well, Raju et al., 1986 | Xanthomonadaceae | Batterio Gram negativo che vive e si riproduce all'interno dei vasi xilematici. È all'origine di varie fitopatologie, come la malattia di Pierce nella vite in California e la clorosi variegata (CVC) degli agrumi in Brasile. La prima apparizione in Europa, negli anni 2000, riguarda l'olivo (Olea europea) dell'olivicoltura italiana, in strettissima associazione con il Complesso del disseccamento rapido dell'ulivo (CoDiRo) degli oliveti del Salento. |